# باتريك ألين (معلم موسيقى)
باتريك ألين (بالإنجليزية: Patrick Allen)‏ هو معلم موسيقى بريطاني، ولد في 17 أكتوبر 1955.
في عام 2004، حصل على جائزة الجارديان لمعلم العام في مدرسة ثانوية.